# Michel Gressot
Michel Gressot, né à Porrentruy en 1918 et mort en 1975 à Genève, est un psychiatre et psychanalyste suisse.

## Biographie
Il fait des études de médecine et de psychiatrie à Fribourg, Bâle et Lausanne, se spécialise en psychiatrie à Lausanne, Malévoz (Valais) et Genève. Il s'installe en 1950 comme psychiatre et psychanalyste à Genève, et il est nommé en 1969 « Privatdocent » à la faculté de médecine de cette ville. 
Il réalise une analyse avec Charles Odier, à Lausanne et devient psychanalyste et formateur au sein de la Société suisse de psychanalyse. Dans les années 1950, Raymond de Saussure à son retour des États-Unis (1952), Marcelle Spira qui est rentrée d'Argentine (1955-1956) et Michel Gressot jouent un rôle déterminant au sein du mouvement psychanalytique romand, donnant une nouvelle impulsion à ce qui devient l'école suisse romande de psychanalyse, au sein de la Société suisse de psychanalyse. 
Il meurt en 1975, et Michel de M'Uzan réunit, dans un ouvrage posthume publié en 1979 sous le titre Le Royaume intermédiaire, un certain nombre de ses essais, notamment Le Mythe dogmatique et le système moral des manichéens, et des interventions à des colloques, « Psychanalyse et connaissance. Contribution à une épistémologie psychanalytique » (congrès à Paris, 1955) et « Psychanalyse et psychothérapie, leur commensalisme. L'esprit de la psychanalyse est-il compatible avec la psychothérapie ? » (congrès à Paris, 1963).

## Publications
- Psychanalyse et psychothérapie, leur commensalisme. L'esprit de la psychanalyse est-il compatible avec la psychothérapie, Paris, Puf, 1963, 165 pages.
- Le royaume intermédiaire, Paris, Puf, 1979, 433 p. (ISBN 2-13-035578-1)
- « Les Illusions gagnées, réflexions sur la dualité fonctionnelle, structurante et défensive, des processus de rationalisation », Psychothérapies, vol. I, 1981/2.